# Bojová hlavice

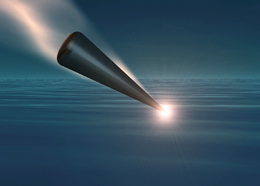
Hlavice vypuštěná z balistická rakety ve fázi sestupu k cíli

Bojová hlavice je zařízení (typicky část střely či rakety), ve kterém je umístěna výbušná, chemická, či biologická nálož s ničivým účinkem. Hlavice s náloží je na cíl doručována pomocí střel, raket, nebo torpéd.

## Klasifikace
Mezi typy hlavic patří:

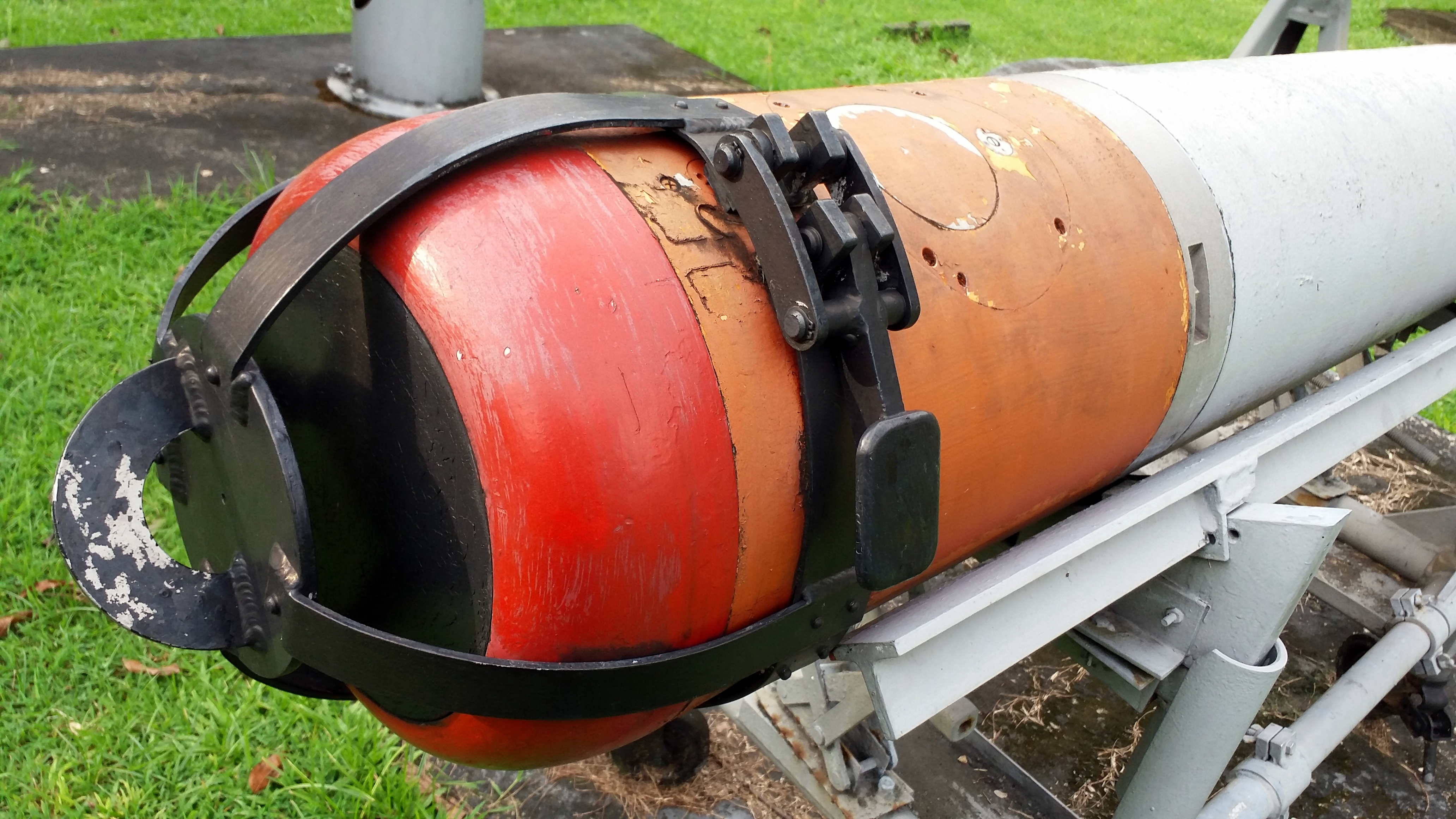
Bojová hlavice torpéda Mk44

- Výbušné: Nálož se používá ke zničení cíle a poškození jeho okolí tlakovou vlnou.
  - Konvenční: Látky jako jsou střelný prach a HE výbušniny uchovávají značnou energii ve svých molekulárních vazbách. Tuto energii lze prudce uvolnit spouštěcím mechanismem, například elektrickou jiskrou. Termobarické zbraně zase zvyšují účinek výbuchu tím, že při explozivních reakcích využívají okolní atmosféru. Účinky výbušné hlavice mohou být:
    - Výbušný: Detonace výbušniny vyvolá silnou rázovou vlnu.
    - Fragmentační: Střepiny úlomků jsou vymrštěny do okolí vysokou rychlostí a způsobují poškození, nebo zranění.
    - Continuous rod: Kovové tyče svařené na svých koncích tvoří kompaktní válec, který se detonací prudce roztáhne do souvislého „cik-cak“ prstence. Rychle se rozpínající kovový prstenec zajistí plošný řezný účinek, ničivý proti vojenským letadlům, které mohou být konstruovány tak, aby byly odolné proti střepinám.
    - Kumulativní: Účinek exploze je soustředěn na speciálně tvarovanou kovovou vložku, který vystřelí soustředěný hyperrychlý „proud“ kovu, jenž prorazí i těžký pancíř.
      - Projektil tvarovaný explozí: Namísto toho, aby se vložka změnila v soustředěný proud, je detonační vlna namířena proti konkávní kovové desce v přední části hlavice, která ji vymrští vysokou rychlostí a současně ji zdeformuje do tvaru projektilu.

  - Jaderné hlavice: Řetězová reakce jaderného štěpení (štěpná bomba) nebo jaderné fúze (termonukleární zbraň) způsobuje uvolnění obrovského množství ničivé energie.
- Chemické: Jedovatá chemická látka, jako je jedovatý či nervový plyn. Látka je rozptýlena tak, aby zranila nebo usmrtila člověka.
- Biologické: Rozptyluje infekční látku, jako jsou spory antraxu, která má za cíl nakazit nebo usmrtit člověka.

Biologické či chemické hlavice často využívají výbušnou nálož pro dosažení efektu rychlého a velkého rozptýlení látky do okolí.

### Rozbušky
Mezi typy rozbušek patří:
| Typ          | Definice |
| ------------ | --- |
| Kontaktní    | Když dojde k fyzickému kontaktu hlavice s cílem, výbušnina exploduje. Někdy se kombinuje se zpožděním, aby došlo k výbuchu za určitou dobu po kontaktu. |
| Bezkontaktní | Pomocí radaru, zvukových vln, magnetického senzoru nebo laseru je výbušnina odpálena, když se cíl nachází v určité vzdálenosti. Často je spojena se směrovým systémem řízení výbuchu, který zajišťuje, že exploze vyšle střepiny na cíl, který explozi spustil. |
| Dálková      | Dálkově odpalovaná signálem od obsluhy (běžně se nepoužívá pro hlavice, s výjimkou autodestrukce). |
| Časovaná     | Bojová hlavice je odpálena po uplynutí určitého času. |
| Výšková      | Bojová hlavice je odpálena, jakmile klesne do určené výšky. |
| Kombinovaná  | Jakákoli kombinace výše uvedených možností. |